# Сурен Вецигян
Сурен Мъхитар Вецигян е арменски богослов в България.

## Биография
Роден е на 2 ноември 1905 г. в Шабин Карахисар, Османската империя, намиращ се в Мала Азия. На 3 юни 1915 г. градът е обсаден и остава сирак. Попада в керван за депортация, но успява да избяга. Озовава се в дом на бежанци в Сивас, където остава до 1920 г., когато е обявена амнистия за бежанците. Попада в приюта на американския благотворителен комитет „Близкоизточна помощ“ в Сивас. През 1926 г. постъпва в новооткрития Анатолски колеж в Атина. През 1931 г. продължава образованието си в Богословския факултет на Йейлския университет. От 1933 г. се установява в Пловдив. В периода 1933 – 1949 г. е директор на Арменското училище в града. Междувременно пише и публикува множество статии и книги. След като е уволнен му е отнета възможността публично да говори и пише. Известно време е безработен, а след това работи като строителен работник. До края на живота си е началник склад в ДИП „Напредък“. Умира през 1961 г. в Пловдив.
Личният му архив се съхранява във фонд 1189К в Държавен архив – Пловдив. Той се състои от 34 архивни единици от периода 1928 – 2001 г.